# Pirati s Kariba: Prokletstvo Crnog bisera
Pirati s Kariba: Prokletstvo Crnog bisera (eng. Pirates of the Caribbean: The Curse of the Black Pearl) pustolovni romantično-komični pomorski ep iz 2003. godine. 

## Radnja
Radnja filma se zbiva na Karipskom moru u prvoj polovici 18. stoljeća. Posada piratskog broda Crni Biser pod vodstvom prvog časnika Barbosse (Geoffrey Rush) pobuni se protiv kapetana Jacka Sparrowa (Johnny Depp) i otimaju mu brod. Ostavljaju ga na pustom otoku i otplove u potragu za astečkim blagom španjolskog konkvistadora Hernana Cortesa. Deset godina kasnije Barbossa i njegovi ljudi Crnim Biserom napadaju grad Port Royal na Jamajci te otimaju guvernerovu kćer Elizabeth Swann (Keira Knightley) zbog tajanstvenog medaljona koji nosi. Elizabethin prijatelj iz djetinjstva, sada kovač, Will Turner (Orlando Bloom) oslobađa Jacka Sparrowa iz gradskog zatvora jer mu je obećao odvesti ga do Crnog Bisera kako bi ovaj spasio Elizabeth dok Jack želi povratiti svoj brod. Njih dvojica otimaju najbrži brod britanske flote Presretač, ukrcavaju posadu na piratskom otoku Tortuga i kreću u potjeru za Crnim Biserom koji se uputio prema tajanstvenom Otoku mrtvih (Isla de Muerta). Njima je već za petama Elizabethin zaručnik komodor James Norrington (Jack Davenport) na ratnom brodu Neustrašivi. No Will ne zna da je na blago koje su Barbossa i njegovi ljudi pronašli 10 godina ranije, bila bačena kletva koja ih je preobrazila u žive mrtvace i osudila na vječne patnje između života i smrti. Svakom pojavom mjesečine oni se preobražavaju u žive kosture i da bi se spasili, oni moraju sve dijelove astečkog blaga vratiti i kao iskupljenje prinijeti krvnu žrtvu.

## Uloge
- Johnny Depp - Jack Sparrow, bivši piratski kapetan Crnog bisera, u potjeri za svojim ukradenim brodom.
- Geoffrey Rush - Kapetan Barbossa, piratski kapetan Crnog bisera, bivši prvi časnik Jacka Sparrowa.
- Orlando Bloom - Will Turner, mladi kovač, zaljubljen u Elizabeth, guvernerovu kćer .
- Keira Knightley - Elizabeth Swann, kćer guvernera Port Royala.
- Jack Davenport - James Norrington, komodor britanske ratne mornarice
- Kevin McNally - Joshamee Gibbs, Jackov prijatelj, bivši dočasnik britanske ratne mornarice.
- Jonathan Pryce - Weatherby Swann, britanski guverner Port Royala.
- Greg Eliss - poručnik Groves, časnik britanske mornarice
- Damian O'Hare - poručnik Gillette, časnik britanske mornarice
- Zoe Saldana - članica Jackove posade.

## O filmu
Producent Jerry Bruckheimer (Armageddon, Pearl Harbor, National Treasure) je ovim filmom postigao pun pogodak. Nakon što su filmovi s piratima davno izašli iz mode, osim pokojeg uratka koji bi na kino blagajnama jako slabo prošao (Otok boje krvi), Bruckheimer se latio posla i okupio glumačku ekipu koju se ne bi moglo očekivati u takvom filmu. Akcijska pustolovina prepuna napetosti, mačevanja, humora, misterije i nevjerojatnih specijalnih efekata učinila je od Pirata s Kariba ljetni hit koji je zaradio preko 653 milijuna $.

## Nagrade
Film je bio nominiran u 5 kategorija na 76-toj dodjeli Oscara, Johnny Depp je pokupio nominaciju za ulogu Jacka Sparrowa, ali je nagrada otišla Seanu Pennu za Mističnu Rijeku. Pirati su još dobili nominacije za: najbolji zvuk, najbolju montažu zvuka, vizualne efekte i za najbolju šminku. Film nije dobio Oscara ni u jednoj kategoriji. 
Depp je također izgubio Zlatni globus za svoju izvedbu, nagrada je otišla Billu Murrayju za Izgubljeni u prijevodu. Međutim film nije ostao nenagrađen jer je osvojio nagradu Saturn za najbolji kostim.

## Zanimljivosti
Nastavak filma, Pirati s Kariba: Mrtvačeva škrinja, premijerno je prikazan 7.7.2006, dok je treći nastavak, Pirati s Kariba: Na kraju svijeta, premijerno prikazan 20.5.2007. 
IMDb lista 250 najboljih filmova svrstava Pirati s Kariba: Prokletstvo Crnog bisera na 230 mjesto, dok Rotten Tomatoes ocjenjuje film s 79%.
DVD izdanje filma izašlo je 2.12.2003, dok je Blu-ray izdanje planirano za 22.5.2007.
Iako godina radnje filma nikada nije bila točno precizirana, tvorci filma su rekli da je smještena u "rastezljivo vrijeme između 1720. i 1750."

## Vanjske poveznice
- Službena stranica
- Pirati s Kariba: Prokletstvo Crnog bisera u internetskoj bazi filmova IMDb-a
- Pirati s Kariba: Prokletstvo Crnog bisera na Rotten Tomatoes